# ニール・ディナーリ
ニール・ディナーリ（Neil Denari、1957年 - ）はアメリカの建築家。カリフォルニア大学ロサンゼルス校(UCLA)教授。

## 概要
テキサス州、フォートワース出身。ヒューストン大学建築学部卒業、ハーバード大学デザイン大学院修了。1988年ロサンゼルスに自身の建築設計事務所設立。ダニエル・リベスキンド、ザハ・ハディッド等に続く世代の、寡作でありながら影響力を持つ代表的な建築家。1980年代、モダニズムにおける機械時代のパラダイムの終焉に関する理論上のプロジェクトで知られるようになる。1989年の東京国際フォーラム設計コンペにて3等を獲得し世界的な名声を得たが、実際の建築作品の完成は少なく、革新的な建築思想の提唱者および指導者として知られてきた。2010年に初の独立した建築である集合住宅HL23がニューヨークに完成した。

## 略歴
- 1980年  ヒューストン大学建築学部卒業
- 1982年  ハーバード大学デザイン学部大学院修了
- 1982 - 1983年  パリにてエアバス・インダストリー（現エアバス）勤務
- 1983 - 1987年  ジェイムズ・スチュワート・ポルシェク建築事務所勤務
- 1986 - 1987年  コロンビア大学客員准教授
- 1988年  ロサンゼルスにニール・M・ディナーリ建築事務所設立
- 1988 - 1996年  南カリフォルニア建築大学（SCI-Arc）教授
- 1994年  ロンドン大学バートレット校客員教授
- 1995 - 1996年  コロンビア大学客員教授
- 1997 - 2001年  南カリフォルニア建築大学（SCI-Arc）学長
- 2002年 -   カリフォルニア大学ロサンゼルス校（UCLA）教授
- 2007年  プリンストン大学、カリフォルニア大学バークレー校客員教授
- 2010年  ハーバード大学客員教授

## 主な作品

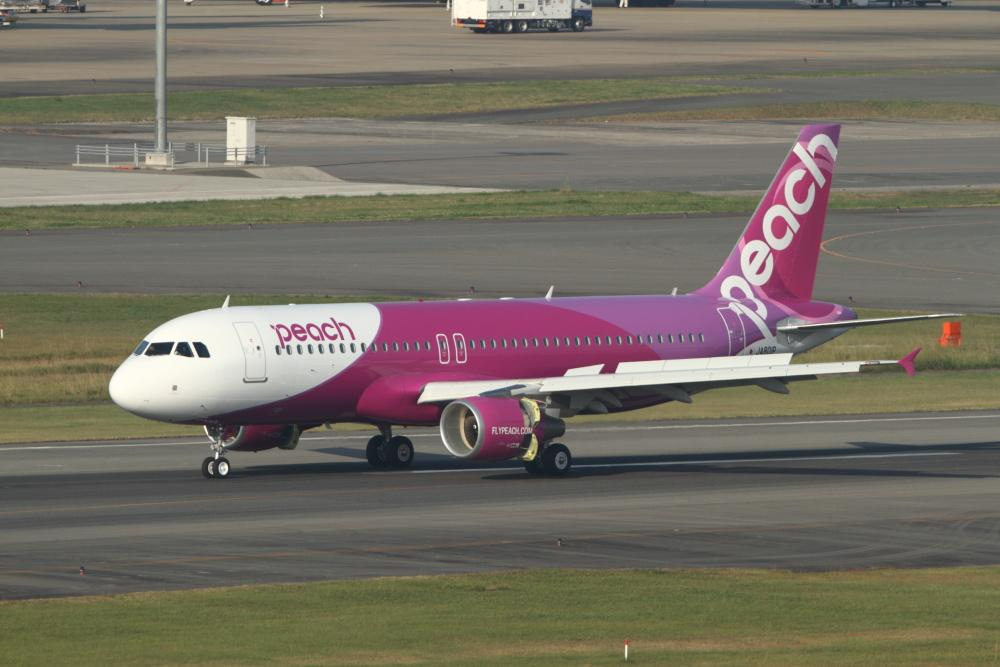
ピーチ・アビエーションの機体

- High Line 23（「HL23」ニューヨーク）
- Alan-Voo House（ロサンゼルス）
- 三菱UFJフィナンシャル・グループ名古屋オフィス（名古屋）
- L.A. Eyeworks（ロサンゼルス）
- ピーチ・アビエーション 機体デザイン（日本）

## 主な著作
- インタラプテッド・プロジェクションズ （TOTO出版）
- Gyroscopic Horizons （Princeton Architectural Press）
- SPECULATIONS ON （AADCU）